# Можжевельник дельтовидный
Можжевельник дельтовидный (лат. Juniperus deltoides) — вид деревянистых растений рода Можжевельник (Juniperus) семейства Кипарисовые (Cupressaceae), распространённый от Италии до Ирана.

## Ботаническое описание

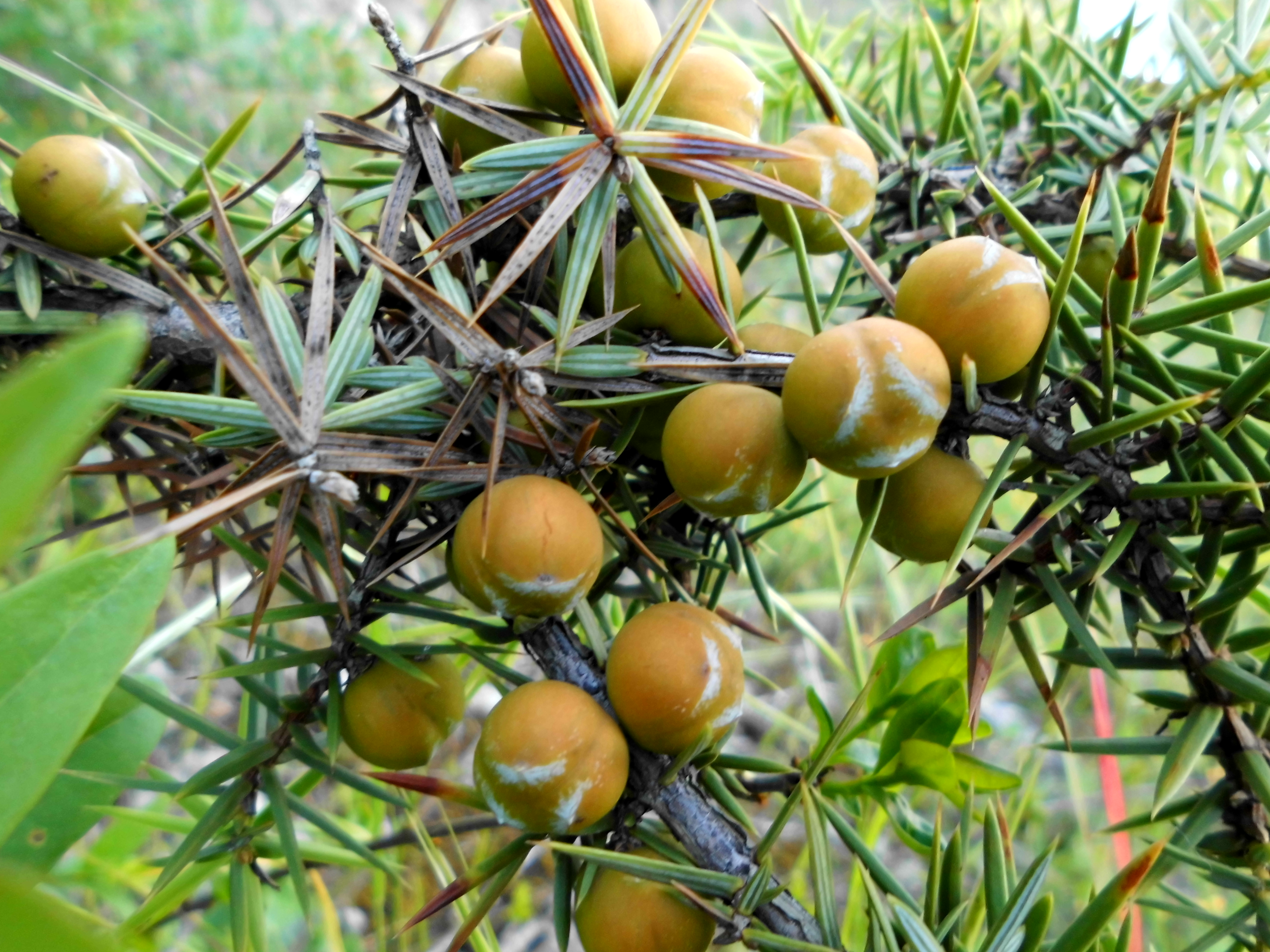
Хвоя и шишкоягоды

Вечнозелёные кустарники или деревья с пирамидальной кроной, до 6 (9) м высотой. Корневая система поверхностная. Кора светло-серая, на молодых ветвях желтовато-бурая, гладкая. Ствол сильно сбежистый, сучковатый; ветви распростёртые; веточки зелёные, короткие, тупо-трёхгранные. Хвоя в мутовках по 3, более или менее сближенная, оттопыренная, линейно-игловидная, длинно-колючезаостренная, сверху желобчатая с двумя белыми полосками, снизу с острым и узким килем вдоль главной жилки, 15—30 мм длиной.
Растение двудомное. Мужские шишки жёлтые, 2—3 мм длиной, опадают в конце зимы или ранней весной. Шишкоягоды буровато-красные, одиночные, почти сидячие, шаровидные, блестящие, 7—10 (12) мм в диаметре, короче листьев, состоят из 3 или 6 чешуй; семян в шишкоягоде 2—3.

## Охрана
Вид внесён в Красные книги некоторых субъектов России: Республика Крым (охраняется в Ялтинском заповеднике, Карадагском заповеднике, заповеднике «Мыс Мартьян», заказнике «Можжевеловая роща у балки Канлы-Дере имени Новеллы Вавиловой»), город Севастополь (заказники «Мыс Фиолент», «Мыс Айя», «Бухта Казачья», «Байдарский», «Караньский»), Краснодарский край (заповедник «Утриш», заказник «Абрауский»).

## Синонимы
- Juniperus bieberstieniana K.Koch
- Juniperus deltoides var. spilinana (Yalt., Eliçin & Terzioglu) Terzioğlu
- Juniperus deltoides f. yaltirikiana (Avci & Ziel.) R.P.Adams
- Juniperus marschalliana Steven
- Juniperus oxycedrus subsp. deltoides (R.P.Adams) N.G.Passal.
- Juniperus oxycedrus var. fastigiata Jovan.
- Juniperus oxycedrus var. microcarpa Neilr.
- Juniperus oxycedrus var. parvifolia (Novák) Jovan.
- Juniperus oxycedrus var. spilinana Yalt., Eliçin & Terzioglu
- Juniperus oxycedrus f. densa Jovan.
- Juniperus oxycedrus f. parvifolia Novák
- Juniperus oxycedrus f. viminalis Jovan.
- Juniperus oxycedrus f. yaltirikiana Avci & Ziel.
- Juniperus rhodocarpa Steven